# Williams FW47
Der Williams FW47 ist der Formel-1-Rennwagen von Williams für die Formel-1-Weltmeisterschaft 2025.
Die Bezeichnung des Wagens setzt sich, wie bei Williams üblich, aus den Initialen des 2021 verstorbenen Teamgründers Frank Williams und einer fortlaufenden Zahl zusammen.

## Technik und Entwicklung
Der FW47 wurde am 18. Februar zusammen mit allen anderen Wagen der Formel-1-Weltmeisterschaft 2025 live in London präsentiert.
Wie alle Formel-1-Fahrzeuge des Jahres 2025 ist der Williams FW47 ein hinterradangetriebener Monoposto mit einem Monocoque aus kohlenstofffaserverstärktem Kunststoff (CFK). Außer dem Monocoque bestehen auch viele weitere Teile des Fahrzeugs, darunter die Karosserieteile und das Lenkrad, aus CFK. Auch die Bremsscheiben sind aus einem mit Kohlenstofffasern verstärkten Verbundwerkstoff.
Der Williams FW47 ist das Nachfolgemodell des Williams FW46.
Der Williams FW47 verfügt, wie alle Formel-1-Fahrzeuge seit 2011, über ein Drag Reduction System (DRS), das durch Flachstellen eines Teils des Heckflügels den Luftwiderstand des Fahrzeugs auf den Geraden verringert, wenn es eingesetzt werden darf. Auch das DRS wird mit einem Schalter am Lenkrad des Wagens aktiviert.
Der Williams FW47 ist mit dem Halo-System ausgestattet, das einen zusätzlichen Schutz für den Kopf des Fahrers bietet.

## Lackierung und Sponsoring
Der FW47 ist überwiegend in Schwarz und Dunkelblau gehalten. Auf den beiden Seitenkästen ist Komatsu als Hauptsponsor zu sehen. Weiterhin werben neben dem neuen Hauptsponsor Atlassian auch die Marken Gulf, Myprotein und Duracell auf dem Wagen.

## Fahrer
Williams tritt in der Saison 2025 mit den Fahrern Alexander Albon und Carlos Sainz jr. an. Sainz jr. bestreitet seine erste und Albon seine vierte Saison für das Team.

## Ergebnisse

### Vereinfachte Darstellung
| Fahrer                          | Nr.                             | 1   | 2    | 3  | 4   | 5 | 6    | 7 | 8  | 9   | 10  | 11  | 12 | 13  | 14 | 15 | 16 | 17 | 18 | 19 | 20 | 21 | 22 | 23 | 24 | Punkte | Rang |
| ------------------------------- | ------------------------------- | --- | ---- | -- | --- | - | ---- | - | -- | --- | --- | --- | -- | --- | -- | -- | -- | -- | -- | -- | -- | -- | -- | -- | -- | ------ | ---- |
| Formel-1-Weltmeisterschaft 2025 | Formel-1-Weltmeisterschaft 2025 |     |      |    |     |   |      |   |    |     |     |     |    |     |    |    |    |    |    |    |    |    |    |    |    | 70     | 5.   |
| A. Albon                        | 23                              | 5   | 711  | 9  | 12  | 9 | 511  | 5 | 5  | DNF | DNF | DNF | 8  | 616 |    |    |    |    |    |    |    |    |    |    |    | 70     | 5.   |
| C. Sainz jr.                    | 55                              | DNF | 1017 | 14 | DNF | 8 | 9DNF | 8 | 10 | 14  | 10  | DNS | 12 | 186 |    |    |    |    |    |    |    |    |    |    |    | 70     | 5.   |

| Legende  | Legende            | Legende                                                          |
| Farbe    | Abkürzung          | Bedeutung                                                        |
| -------- | ------------------ | ---------------------------------------------------------------- |
| Gold     | –                  | Sieg                                                             |
| Silber   | –                  | 2. Platz                                                         |
| Bronze   | –                  | 3. Platz                                                         |
| Grün     | –                  | Platzierung in den Punkten                                       |
| Blau     | –                  | Klassifiziert außerhalb der Punkteränge                          |
| Violett  | DNF                | Rennen nicht beendet (did not finish)                            |
| Violett  | NC                 | nicht klassifiziert (not classified)                             |
| Rot      | DNQ                | nicht qualifiziert (did not qualify)                             |
| Rot      | DNPQ               | in Vorqualifikation gescheitert (did not pre-qualify)            |
| Schwarz  | DSQ                | disqualifiziert (disqualified)                                   |
| Weiß     | DNS                | nicht am Start (did not start)                                   |
| Weiß     | WD                 | zurückgezogen (withdrawn)                                        |
| Hellblau | PO                 | nur am Training teilgenommen (practiced only)                    |
| Hellblau | TD                 | Freitags-Testfahrer (test driver)                                |
| ohne     | DNP                | nicht am Training teilgenommen (did not practice)                |
| ohne     | INJ                | verletzt oder krank (injured)                                    |
| ohne     | EX                 | ausgeschlossen (excluded)                                        |
| ohne     | DNA                | nicht erschienen (did not arrive)                                |
| ohne     | C                  | Rennen abgesagt (cancelled)                                      |
| ohne     | keine WM-Teilnahme |                                                                  |
| sonstige | P/fett             | Pole-Position                                                    |
| sonstige | 1/2/3/4/5/6/7/8    | Punktplatzierung im Sprint-/Qualifikationsrennen                 |
| sonstige | SR/kursiv          | Schnellste Rennrunde                                             |
| sonstige | *                  | nicht im Ziel, aufgrund der zurückgelegten Distanz aber gewertet |
| sonstige | ()                 | Streichresultate                                                 |
| sonstige | unterstrichen      | Führender in der Gesamtwertung                                   |

### Detaillierte Darstellung inkl. Sprintrennen (SPR) und Hauptrennen (HAU)
| Pos                             | Fahrer   | Nr. | 1   | 2   | 2   | 3   | 4   | 5   | 6   | 6   | 7   | 8  | 9   | 10  | 11  | 12 | 13 | 13 | 14 | 15 | 16 | 17 | 18 | 19 | 19 | 20 | 21 | 21 | 22 | 23 | 23 | 24 | Punkte |
| ------------------------------- | -------- | --- | --- | --- | --- | --- | --- | --- | --- | --- | --- | -- | --- | --- | --- | -- | -- | -- | -- | -- | -- | -- | -- | -- | -- | -- | -- | -- | -- | -- | -- | -- | ------ |
| Formel-1 Weltmeisterschaft 2025 |          |     |     |     |     |     |     |     |     |     |     |    |     |     |     |    |    |    |    |    |    |    |    |    |    |    |    |    |    |    |    |    |        |
| SPR                             | HAU      | SPR | HAU | SPR | HAU | SPR | HAU | SPR | HAU | SPR | HAU |    |     |     |     |    |    |    |    |    |    |    |    |    |    |    |    |    |    |    |    |    |        |
| 8.                              | A. Albon | 23  | 5   | 11  | 7   | 9   | 12  | 9   | 11  | 5   | 5   | 5  | DNF | DNF | DNF | 8  | 16 | 6  |    |    |    |    |    |    |    |    |    |    |    |    |    |    | 54     |
| 16.                             | C. Sainz | 55  | DNF | 17  | 10  | 14  | DNF | 8   | DNF | 9   | 8   | 10 | 14  | 10  | DNS | 12 | 6  | 18 |    |    |    |    |    |    |    |    |    |    |    |    |    |    | 16     |

| Legende  | Legende            | Legende                                                          |
| Farbe    | Abkürzung          | Bedeutung                                                        |
| -------- | ------------------ | ---------------------------------------------------------------- |
| Gold     | –                  | Sieg                                                             |
| Silber   | –                  | 2. Platz                                                         |
| Bronze   | –                  | 3. Platz                                                         |
| Grün     | –                  | Platzierung in den Punkten                                       |
| Blau     | –                  | Klassifiziert außerhalb der Punkteränge                          |
| Violett  | DNF                | Rennen nicht beendet (did not finish)                            |
| Violett  | NC                 | nicht klassifiziert (not classified)                             |
| Rot      | DNQ                | nicht qualifiziert (did not qualify)                             |
| Rot      | DNPQ               | in Vorqualifikation gescheitert (did not pre-qualify)            |
| Schwarz  | DSQ                | disqualifiziert (disqualified)                                   |
| Weiß     | DNS                | nicht am Start (did not start)                                   |
| Weiß     | WD                 | zurückgezogen (withdrawn)                                        |
| Hellblau | PO                 | nur am Training teilgenommen (practiced only)                    |
| Hellblau | TD                 | Freitags-Testfahrer (test driver)                                |
| ohne     | DNP                | nicht am Training teilgenommen (did not practice)                |
| ohne     | INJ                | verletzt oder krank (injured)                                    |
| ohne     | EX                 | ausgeschlossen (excluded)                                        |
| ohne     | DNA                | nicht erschienen (did not arrive)                                |
| ohne     | C                  | Rennen abgesagt (cancelled)                                      |
| ohne     | keine WM-Teilnahme |                                                                  |
| sonstige | P/fett             | Pole-Position                                                    |
| sonstige | 1/2/3/4/5/6/7/8    | Punktplatzierung im Sprint-/Qualifikationsrennen                 |
| sonstige | SR/kursiv          | Schnellste Rennrunde                                             |
| sonstige | *                  | nicht im Ziel, aufgrund der zurückgelegten Distanz aber gewertet |
| sonstige | ()                 | Streichresultate                                                 |
| sonstige | unterstrichen      | Führender in der Gesamtwertung                                   |